# لشکر ۳۸ پیاده (ایالات متحده آمریکا)
لشکر ۳۸ پیاده (انگلیسی: 38th Infantry Division) لشکر پیاده‌نظام نیروی زمینی ایالات متحده آمریکا است، که در سال ۱۹۱۷ تأسیس شد.
لشکر ۳۸ پیاده بخشی از گارد ملی ایندیانا است. ستاد مرکزی آن در ایندیاناپولیس، ایندیانا قرار دارد و شامل واحدهای گارد ملی ارتش از سراسر غرب میانه می‌شود.
عنوان ویژه این لشکر که در سال ۱۹۱۷ تشکیل شد، «سیکلون» به زمانی اشاره دارد که اردوگاه آموزشی این لشکر در کمپ شلبی، می‌سی‌سی‌پی، توسط یک گردباد آسیب دید. همچنین به دلیل تلاش‌هایش در طول جنگ اقیانوس آرام در جنگ جهانی دوم، به آن «انتقام‌جویان باتان» نیز می‌گویند.
لشکر ۳۸ که در روزهای پایانی جنگ جهانی اول به فرانسه اعزام شد، برای پر کردن جای خالی واحدهایی که از قبل در حال جنگ بودند، منحل شد. پس از جنگ، لشکر ۳۸ منحل شد. پس از یک دوره کوتاه عدم فعالیت، در ۱۶ مارس ۱۹۲۳ در گارد ملی بازسازی و سازماندهی مجدد شد.
لشکر ۳۸ در ۱۷ ژانویه ۱۹۴۱، همزمان با آماده شدن ایالات متحده برای ورود به جنگ جهانی دوم، به خدمت فدرال درآمد. این لشکر به کمپ شلبی بازگشت تا به عنوان یک لشکر پیاده‌نظام مثلثی سازماندهی مجدد شود و برای نبرد آموزش ببیند. لشکر ۳۸ پیاده در ژانویه ۱۹۴۴ به جبهه اقیانوس آرام اعزام شد، ابتدا به گینه نو، جایی که این لشکر پس از آموزش نهایی، نبردهای محدودی را تجربه کرد. در دسامبر، این لشکر برای پشتیبانی از عملیات پاکسازی و امنیتی به لیت، فیلیپین، اعزام شد. در ۲۹ ژانویه ۱۹۴۵، لشکر ۳۸ پیاده نظام در عملیات پیاده شدن علیه استان جنوبی زامبالس که در جزیره لوزون در تصرف ژاپنی‌ها بود، شرکت کرد. پس از آن، لشکر ۳۸ پیاده در عملیات پاکسازی گذرگاه زیگ زاگ و شبه جزیره باتان و تأمین امنیت کورگیدور و خلیج مانیل شرکت کرد. به پاس قدردانی از مشارکت آنها در پاکسازی فیلیپین، لشکر ۳۸ پیاده لقب «انتقام جویان باتان» را دریافت کرد.
لشکر ۳۸ پیاده که پس از جنگ جهانی دوم به سرعت از حالت بسیج خارج شد، در ۵ مارس ۱۹۴۷ در ایندیاناپولیس، ایندیانا، سازماندهی مجدد شد و به رسمیت شناخته شد. در طول سال‌های مداخله، لشکر ۳۸ پیاده تحت سازماندهی مجدد متعددی قرار گرفت، در حالی که همچنان عنوان لشکر پیاده‌نظام را حفظ کرد. ستاد لشکر ۳۸ در سال ۲۰۰۵ برای حمایت از عملیات امدادرسانی طوفان کاترینا بسیج شد و فرماندهی و کنترل تمام عناصر گارد ملی مستقر در ایالت می‌سی‌سی‌پی را بر عهده داشت. از ۱۱ سپتامبر ۲۰۰۱، واحدهای این لشکر در عملیات آزادی پایدار (در کویت، افغانستان، بالکان، کوبا و شاخ آفریقا) و عملیات آزادی عراق شرکت کرده‌اند. در سال ۲۰۰۹، لشکر ۳۸ پیاده، یک عنصر ستادی (با نام گروه ضربت سیکلون) را برای فرماندهی و کنترل عملیات ضد شورش در فرماندهی منطقه‌ای شرق، افغانستان از اوت ۲۰۰۹ تا ژوئن ۲۰۱۰ فراهم کرد.
ستاد لشکر ۳۸ پیاده، مسئولیت مأموریت تیم واکنش به همه خطرات داخلی را در حمایت از آژانس مدیریت اضطراری فدرال در صورت وقوع حادثه بزرگ در نیمه شرقی ایالات متحده بر عهده داشت.
اخیراً، ستاد لشکر ۳۸ پیاده در حمایت از عملیات سپر اسپارتان در سال‌های ۲۰۱۹ و ۲۰۲۰ مستقر شد. عملیات سپر اسپارتان شامل عملیات در کویت، اردن، عربستان سعودی، قطر و امارات متحده عربی است. سربازان لشکر ۳۸ پیاده همچنین از عملیات امدادرسانی کووید-۱۹ و همچنین عملیات اغتشاش مدنی در ایندیاناپولیس و واشینگتن دی سی پشتیبانی کرده‌اند.